# 1996 en Norvège
Chronologie de la Norvège
- 1992
- 1993
- 1994
- 1995
- 1996
- 1997
- 1998
- 1999
- 2000

Cet article présente les faits marquants de l'année 1996 en Norvège ou relatifs à la Norvège.

## Gouvernance
- Harald V est roi de Norvège.
- Gro Harlem Brundtland est le chef du gouvernement jusqu'au 25 octobre et Thorbjørn Jagland lui succède.

## Événements
- Le gouvernement Brundtland III était le gouvernement du royaume de Norvège du 3 novembre 1990 au 24 octobre 1996, il est remplacé par le gouvernement Jagland qui dirigera la Norvège jusqu'au 17 octobre 1997..
- Catastrophe du vol Vnukovo Airlines 2801. vol charter international qui reliait l'aéroport international de Vnoukovo, à Moscou, en Russie, à l'aéroport de Longyearbyen, au Spitzberg, dans l'archipel norvégien du Svalbard.

## Sport
- L'édition 1996 du Grand Prix d'été de combiné nordique s'est déroulée du 15 juin au 8 septembre 1996, en six épreuves disputées sur autant de sites différents.
- La saison 1996 du Championnat de Norvège de football était la 34e édition de la première division norvégienne à poule unique, la Tippeligaen. Les 14 clubs de l'élite jouent les uns contre les autres lors de rencontres disputées en matchs aller et retour.
- Les 12es Championnats d'Europe de gymnastique rythmique ont lieu à Asker en Norvège.
- La Norvège participe aux Jeux olympiques d'été de 1996 à Atlanta.

## Culture
- Breaking the Waves, ou L'amour est un pouvoir sacré au Québec, film danois réalisé par Lars von Trier et sorti en 1996.
- L'Envers du dimanche (Søndagsengler), film norvégien réalisé par Berit Nesheim, sorti en 1996. Le film fut nommé à l'Oscar du meilleur film en langue étrangère.
- Grand Nord (North Star), film américano-franco-italien de Nils Gaup sorti en 1996.
- Hamsun, film norvégien, réalisé par Jan Troell, sorti en 1996.
- Jérusalem (Jerusalem), film de coproduction scandinave réalisé par Bille August, sorti en 1996.
- Jungle Jack 2 : La Star de la Jungle (Jungledyret 2 : Den store filmhelt), film d'animation scandinave réalisé par Stefan Fjeldmark, Flemming Quist Møller et Jørgen Lerdam sorti en décembre 1996 au Danemark. C'est la suite du film Jungle Jack, sorti trois ans auparavant.

## Naissances
- Naissance en Norvège en 1996

## Décès
- Décès en Norvège en 1996